# Katedra Sé w Lizbonie
Katedra Najświętszej Maryi Panny w Lizbonie (port. Sé de Lisboa) – katedra rzymskokatolicka w Lizbonie, stolicy Portugalii zbudowana w 1150 roku w stylu romańskim upamiętnia wyzwolenie miasta spod władzy Maurów. Budowla zajmuje miejsce, na którym w dawnej Lizbonie wznosił się główny mauretański meczet. Katedra jest wzniesiona na planie krzyża łacińskiego z trzema nawami. Posiada portal, ogromne rozetowe okna i dwie wieżyczki. Wnętrze świątyni w XVIII wieku z rozkazu króla Jana V wykończono w stylu rokokowym.